# Teofan Grek

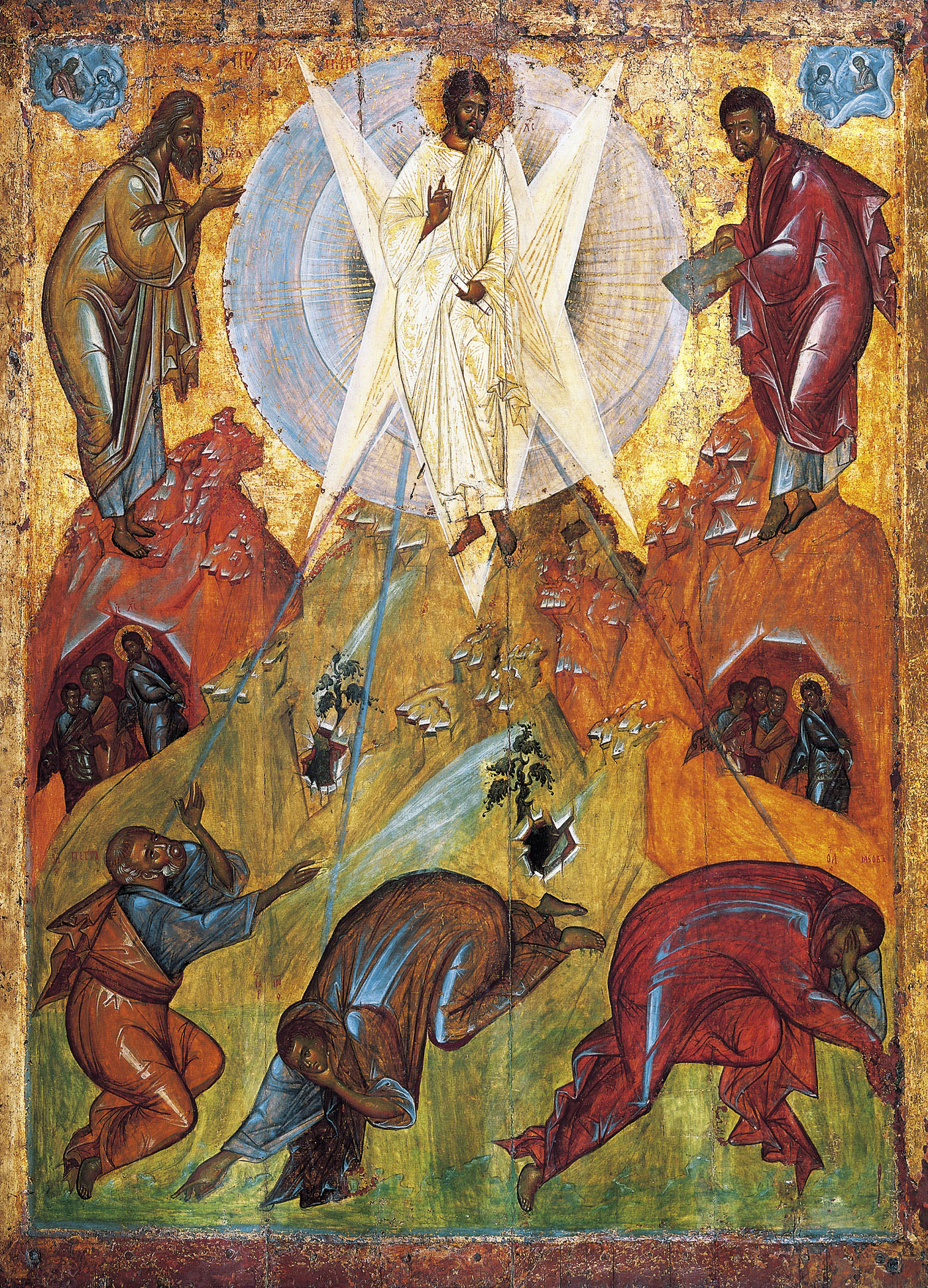
Przemienienie, ok. 1400

Teofan Grek (ur. ok. 1340/1350 – zm. między 1405/1415) – malarz bizantyjski. Działał w Konstantynopolu, później w Nowogrodzie Wielkim i Moskwie.
W Nowogrodzie stworzył freski w cerkwi Przemienienia Pańskiego (Spaso-Preobrażeńska). Pracował od 1405 roku wspólnie z Andriejem Rublowem i Prochorem z Gorodca przy zdobieniu kremla i jego świątyń. Przypisuje się mu autorstwo części ikon z ikonostasu w soborze Błagowieszczeńskim.